# Stazione di Shiki (Saitama)
La stazione di Shiki (志木駅?, Shiki-eki) è la principale stazione ferroviaria della città di Niiza della prefettura di Saitama in Giappone, ed è servita dalla linea Tōbu Tōjō delle Ferrovie Tōbu.

## Linee
Ferrovie Tōbu
● Linea Tōbu Tōjō

## Struttura
La stazione è dotata di due marciapiedi a isola con quattro binari totali.
| 1-2 | ● Linea Tōbu Tōjō | per Kawagoe, Sakado, Shinrinkōen, Ogawamachi e Yorii |
| 3-4 | ● Linea Tōbu Tōjō | per Asakadai, Wakōshi e Ikebukuro via Linea Yurakucho per Shin-Kiba via Linea Fukutoshin per Shibuya, via linea Tōkyū Tōyoko per Yokohama e, via linea Minatomirai per Motomachi-Chūkagai |

## Stazioni adiacenti
| «               | Servizio           | »               |
| Linea Tōbu Tōjō | Linea Tōbu Tōjō    | Linea Tōbu Tōjō |
| --------------- | ------------------ | --------------- |
| Asakadai        | Locale             | Yanasegawa      |
| Asakadai        | Semiespresso       | Yanasegawa      |
| Wakōshi←        | Espresso pendolari | ← Yanasegawa    |
| Asakadai        | Espresso           | Fujimino        |
| Asakadai        | Rapido             | Fujimino        |
| Wakōshi         | Espresso rapido    | Kawagoe         |
| Transito        | TJ Liner           | Transito        |